# Mantelbältor
Mantelbältor (Chlamyphorus) är ett släkte i familjen bältdjur (Dasypodidae). Arterna är minst i familjen och lever i motsats till de flesta andra bältdjuren huvudsakligen under jorden. Det skiljs mellan två arter:
- Mantelbälta (Chlamyphorus truncatus)
- Stor mantelbälta (Chlamyphorus retusus) - placeras ibland i det egna släktet Calyptophractus

## Utbredning
Mantelbältor förekommer bara i södra Sydamerika. Stor mantelbälta lever i regionen Gran Chaco (södra Bolivia, Paraguay, norra Argentina) och mantelbälta förekommer i Argentinas centrala delar.

## Utseende
Den adulta mantelbältan blir 8–12 centimeter och stor mantelbälta blir 14–18 centimeter. Därtill kommer en cirka 3 centimeter lång svans. Mantelbältan väger ungefär 85 gram. På ovansidan har de ett pansar i rosa- eller gulaktiga färger. I motsats till andra bältdjur har de även ett pansar på baksidan. På sidorna och buken har den vit päls. Fötterna har starka böjda klor som används för att gräva.

## Ekologi
Habitatet utgörs av torr gräsmark eller sandig slättland. De bygger underjordiska bon, främst i närheten av myrstackar, och vistas vanligen i boet. De lever utanför parningstiden ensamma och är nattaktiva. Deras förmåga att gräva är särskilt bra utvecklad och de behöver bara några sekunder för att gräva ned sig när de blir hotade. Ibland använder de sin bepansrade baksida för att tillsluta boet.
Födan utgörs huvudsakligen av myror samt andra insekter och deras larver. Dessutom äter mantelbältorna maskar, snäckor och ibland växtdelar som rötter.

## Fortplantning
Det är inte mycket känt om arternas sätt att fortplanta sig. Efter dräktigheten som varar i cirka 120 dagar föder honan en till fyra ungar. Nyfödda mantelbältor har ett mjukt pansar som hårdnar med tiden. Efter ungefär två år blir ungarna könsmogna. Livslängden uppskattas till mellan tolv och femton år.

## Hot
Mantelbältorna hotas av habitatförstöring då deras habitat omvandlas till odlingsmark och av introducerade djur som hundar. De är svåra att hålla i fångenskap och individer som fångas in och flyttas till djurparker eller liknande blir inte äldre än fyra år. IUCN listar arten mantelbälta med kunskapsbrist och Stor mantelbälta som missgynnad.